# Paszewicze
Paszewicze (biał. Пашавічы; ros. Пашевичи) – wieś na Białorusi, w obwodzie witebskim, w rejonie brasławskim, w sielsowiecie Mieżany.

## Historia
W czasach zaborów wieś w granicach Imperium Rosyjskiego.
W dwudziestoleciu międzywojennym kolonia leżała w Polsce, w województwie nowogródzkim (od 1926 w województwie wileńskim), w powiecie brasławskim, w gminie Dryświaty.
Według Powszechnego Spisu Ludności z 1921 roku zamieszkiwały tu 64 osoby, wszystkie były wyznania staroobrzędowego i zadeklarowały rosyjską przynależność narodową. Było tu 9 budynków mieszkalnych. W 1931 zamieszkiwało tu 116 osób w 14 budynkach.
Miejscowość należała do parafii rzymskokatolickiej i prawosławnej w Dryświatach. Podlegała pod Sąd Grodzki w m. Turmont i Okręgowy w Wilnie; właściwy urząd pocztowy mieścił się w Dryświatach.